# Lotononis pachycarpa
Lotononis pachycarpa är en ärtväxtart som beskrevs av Moritz Kurt Dinter och B.-e.van Wyk. Lotononis pachycarpa ingår i släktet Lotononis och familjen ärtväxter. Inga underarter finns listade i Catalogue of Life.